# Vittorio Radeglia
Vittorio Radeglia   (Constantinoble, octubre 1863 - Istanbul, agost 1941) fou un compositor italià d'origen croat.
Va estudiar música al Conservatori de París. Després d'haver actuat a Caríntia, va ensenyar música de manera privada al Conservatori Superior d'Istanbul. El 1914 va ser un dels fundadors del "Dârü'l-Elhân", més tard conegut com a Conservatori Municipal d'Istanbul.
Va actuar a Mızıka-i Hümayun, Istanbul. Va escriure adaptacions polifòniques de moltes peces clàssiques i populars turques i va compondre obres orquestrals en els makams de la música turca. Les seves òperes Colomba (1887), Suprema Vis (Torí, 1902), i Amore Occulto (Istanbul, 1904).